# Гутьер, Пьер
Пьер Гутьер (фр. Pierre Gouthière, 19 января 1732, Бар-сюр-Об — 1813, Париж) — французский скульптор, художник декоративно-прикладного искусства эпохи неоклассицизма и ампира. Мастер литья и чеканки изделий из бронзы. Известен изготовлением декоративных деталей архитектурного интерьера и мебели. Работал для двора Людовика XVI и Марии-Антуанетты.

## Биография
Пьер Гутьер родился 19 января 1732 года в Бар-сюр-Об (регион Шампань — Арденны), его отец был шорником. Он был учеником мастера-бронзовщика Франсуа Серизе, на вдове которого женился и в 1758 году возглавил семейную мастерскую. Благодаря покровительству герцога де Омона, для которого создал множество предметов, в 1767 году он был назначен «ординарным позолотчиком разнообразных удовольствий короля» (doreur ordinaire des Menus-Plaisirs du roi).
Существует рассказ о том, как Марии-Антуанетте поднесли вызолоченную мастером бронзовую розу, и она приняла её за цветок из чистого золота. Так началась блестящая карьера мастера. Гутьер работал по заказам короля Людовика, Марии-Антуанетты, а затем мадам Дюбарри, графа Артуа, герцога де Омона, герцогини Мазарини, финансиста Бодар де Сен-Джеймса (фр. Claude Baudard de Saint-James) и многих других.
Гутьер считается изобретателем матового золочения «ормолу» (с использованием ртутной амальгамы). Однако эта техника была известна и ранее, скорее всего, Гутьер её усовершенствовал. Он также работал в качестве позолотчика и чеканщика для серебряных дел мастера Франсуа-Тома Жермена. В документах на выполнение работ Гутьера именовали «чеканщиком-позолотчиком Короля» и «скульптором».
В 1780 году Пьер Гутьер приобрёл в Париже участок земли и построил собственный дом на улице Пьер-Бюлле, 6 (в 10-м округе), где изготавливали бронзовые вазы, корпуса часов, бра, канделябры, каминные приборы, бронзовые накладки мебели, курильницы в неоклассическом стиле, или стиле «неогрек». Однако в 1788 году мастер из-за материальных затруднений был вынужден продать особняк нотариусу Эркюлю Арну. «Отель Гутьер» стал консерваторией Гектора Берлиоза на улице Пьер-Бюлле. Он внесён в список исторических памятников.
Ныне на этом доме находится памятная доска. В 1788 году мастер полностью разорился. К тому же он не мог принять вкусы новых заказчиков периода революций и войн. Последние двадцать лет жизни Гутьер прожил в безвестности и нищете. Он умер 8 июня 1813 года в бывшем 1-м округе Парижа и похоронен в братской могиле. Его искусство в течение многих лет находилось в забвении.

## Значение творчества
Гутьер работал по собственным рисункам и лепным моделям, но также отливал из бронзы скульптуры Ж.-А. Гудона и Л.-С. Буазо. Расцвет деятельности Гутьера относится к 1770—1780-м годам, периоду наивысшего развития стиля французского неоклассицизма в годы правления Людовика XVI (Style Louis XVI). Пьер Гутьер был «не только лучшим бронзовщиком своего времени, он сам рисовал и лепил свои модели. Все его изделия — образцы тончайшего вкуса, изящества рисунка, пластичности форм и декора».
Бронзовые детали мастерской Гутьера украшают мебель Ж.-А. Ризенера и других мастеров-мебельщиков французского неоклассицизма. Однако их атрибуция осложняется тем, что они многократно повторялись другими мастерами, в том числе лучшим учеником мастера — Пьером-Филиппом Томиром.
Произведения Пьера Гутьера хранятся в парижском Лувре, Версале, коллекции Уоллеса в Лондоне, в музее искусств в Филадельфии, собрании Фрика в Нью-Йорке, в Санкт-Петербургском Эрмитаже.
В 2020 году собрание парижского Лувра пополнилось «попурри Гутьера» (фр. pot-pourri — ароматница, курильница) в виде кашпо для десертного сервиза из венского фарфора, подаренными в 1770 году мадам Жоффрен Марией Терезией Австрийской. Сама мадам Жоффрен описывала попурри как «небольшой античный памятник из слоновой кости, мрамора и позолоченной бронзы».
Именем мастера названа улица в Париже: Rue Gouthière.

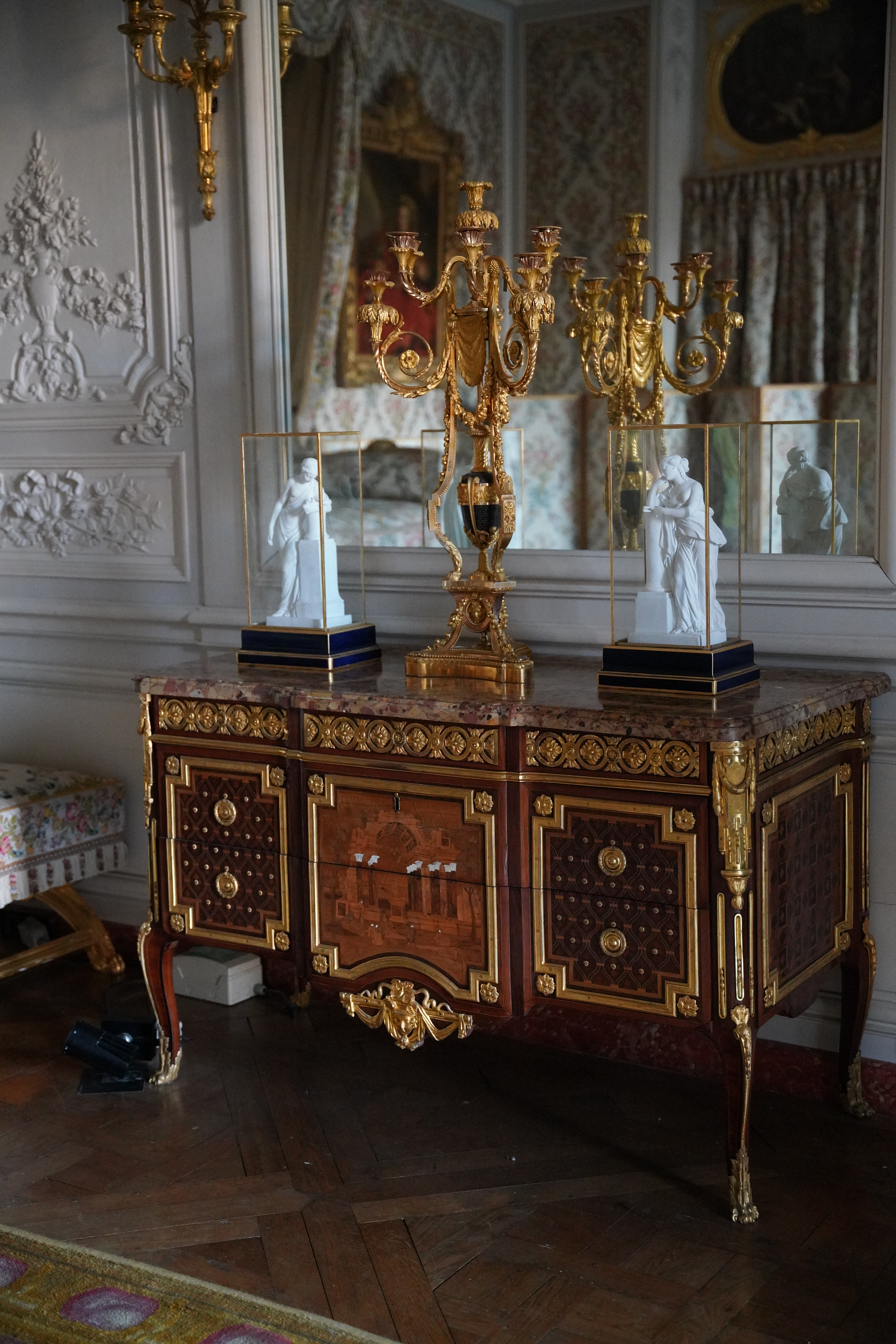
Канделябр. Версаль
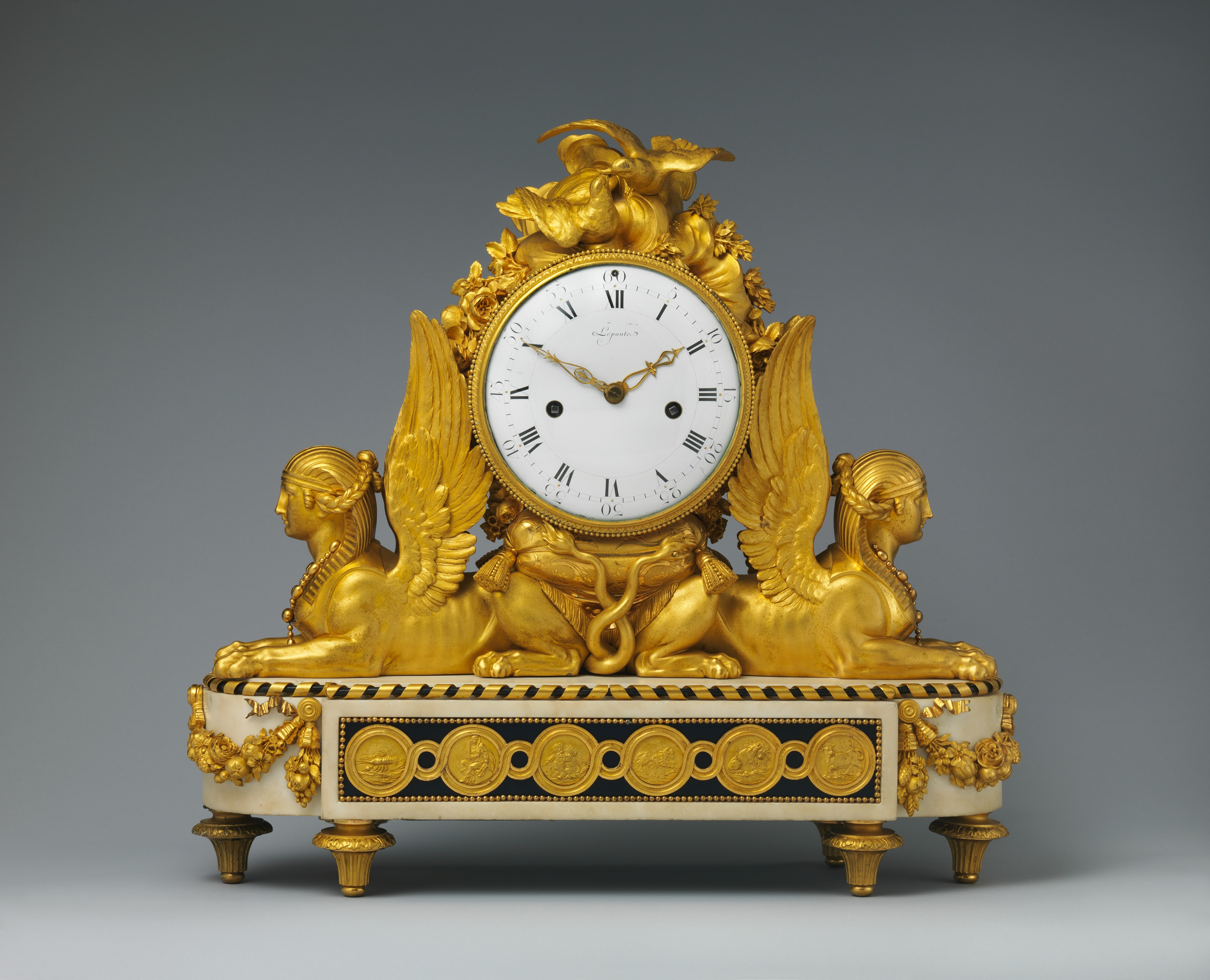
Каминные часы. Ок. 1783. Метрополитен-музей, Нью-Йорк
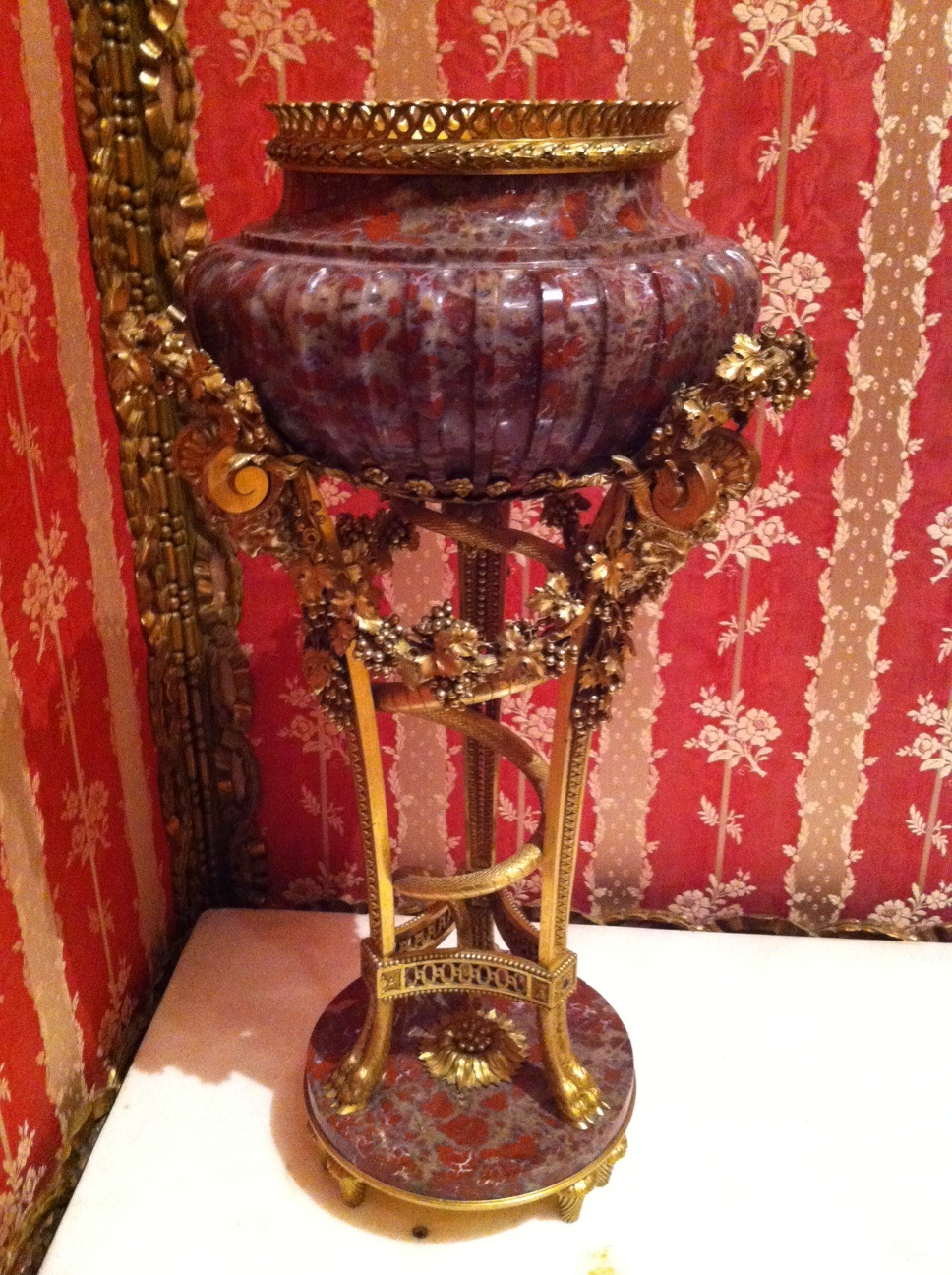
Ароматница в форме кашпо. 1774–1775. Яшма, бронза, золочение. Коллекция Уоллеса, Лондон
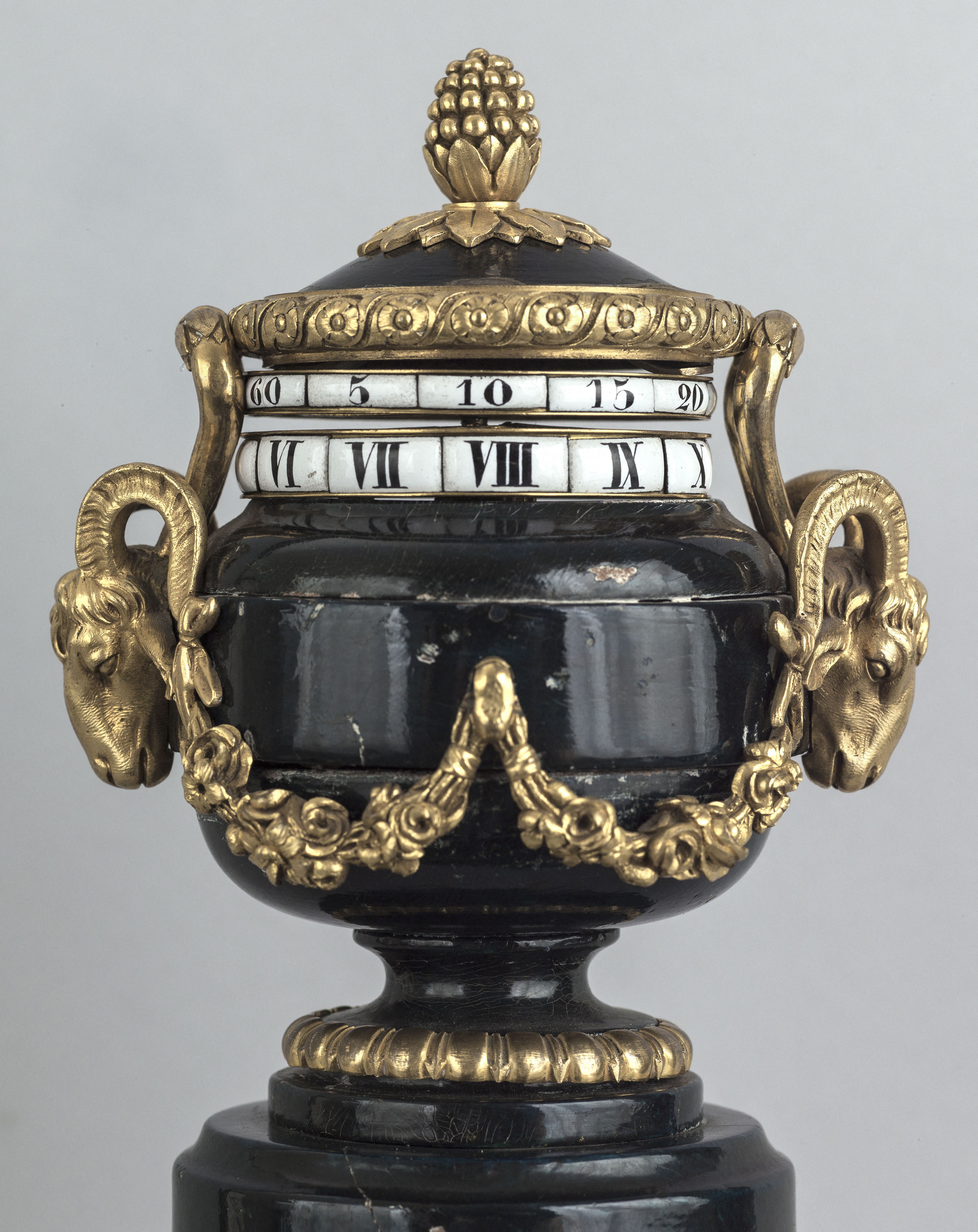
«Горизонтальные часы». Музей Коньяк-Жэ, Париж
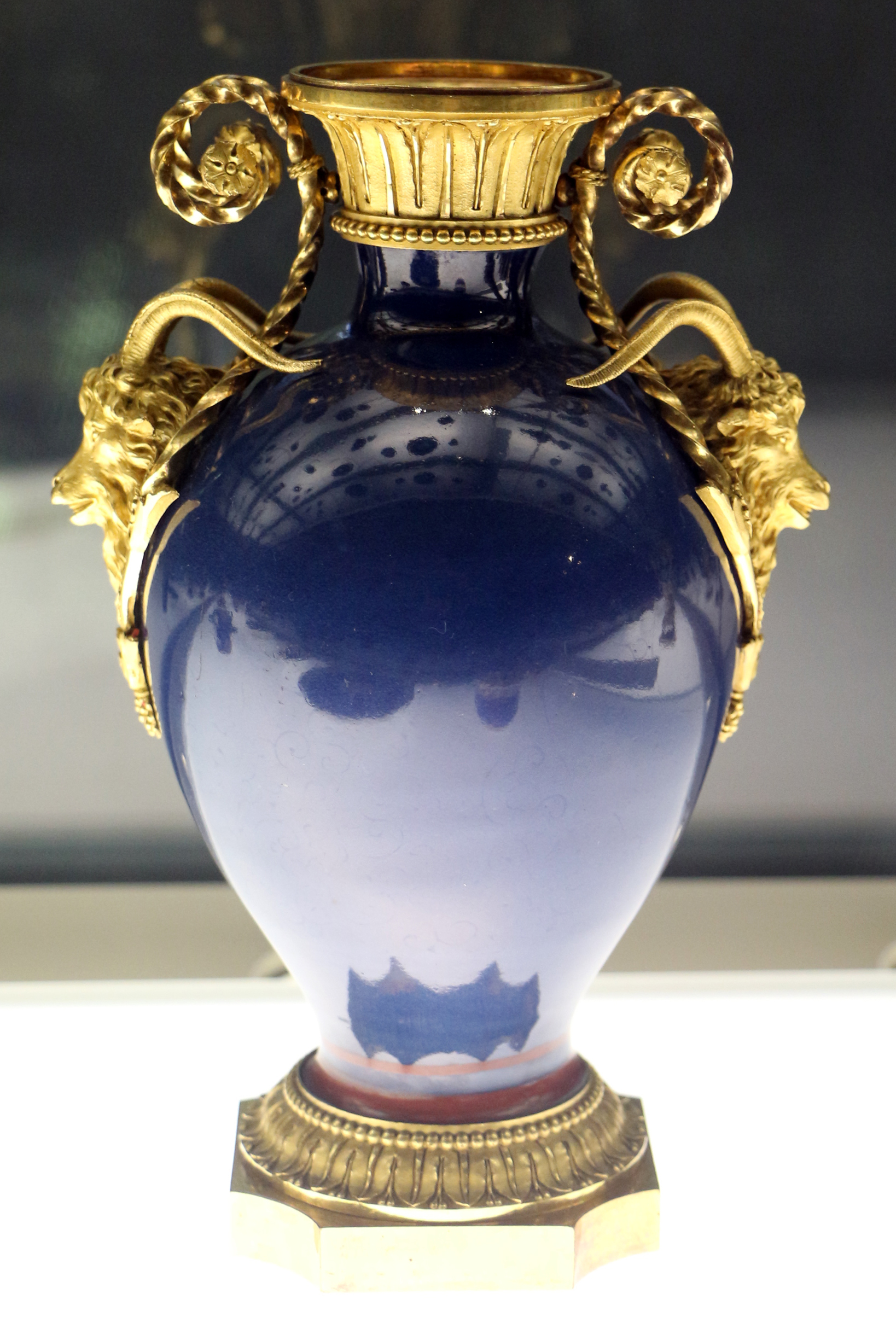
Ваза. Ок. 1770. Севрская фарфоровая мануфактура. Музей Галуста Гюльбенкяна, Лиссабон
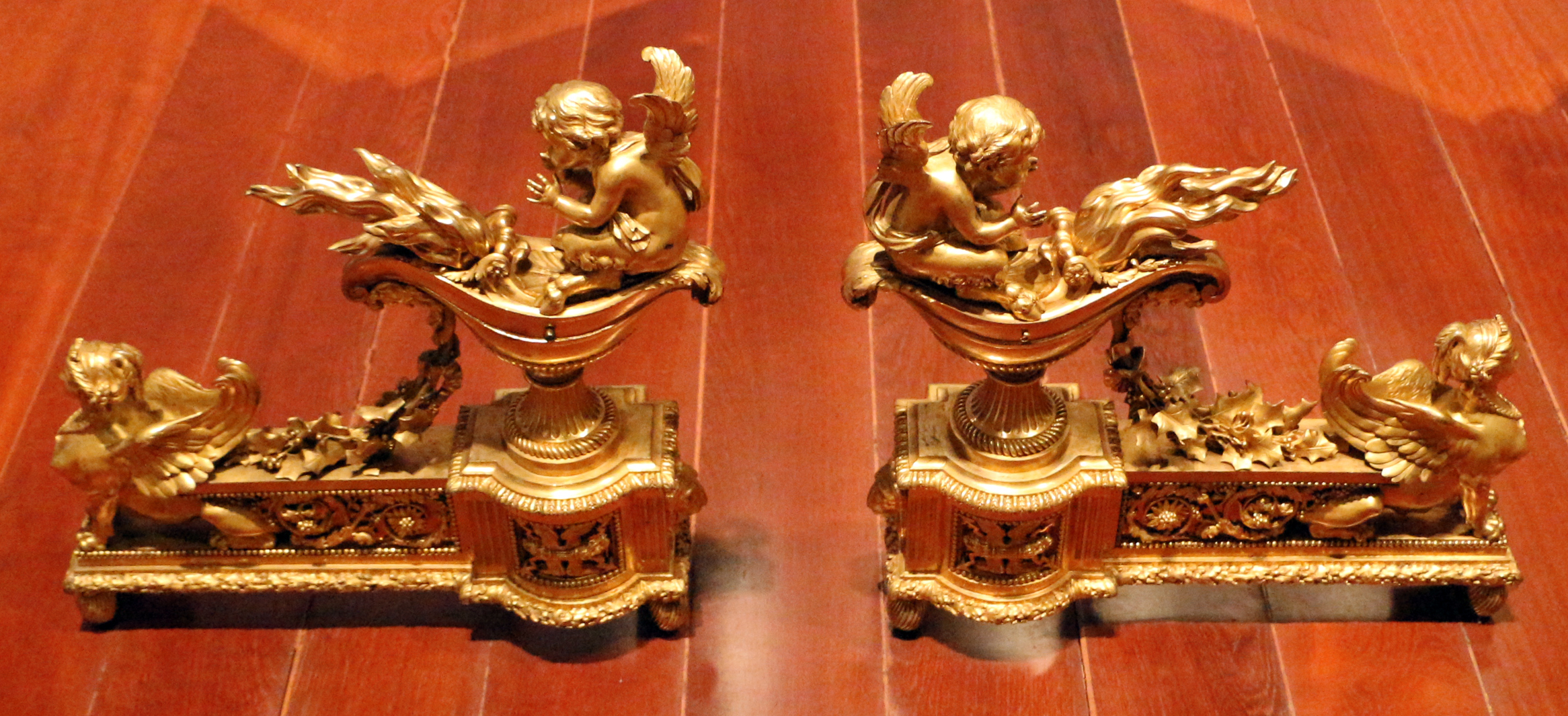
Дровницы для камина. 1770. Музей Галуста Гюльбенкяна, Лиссабон
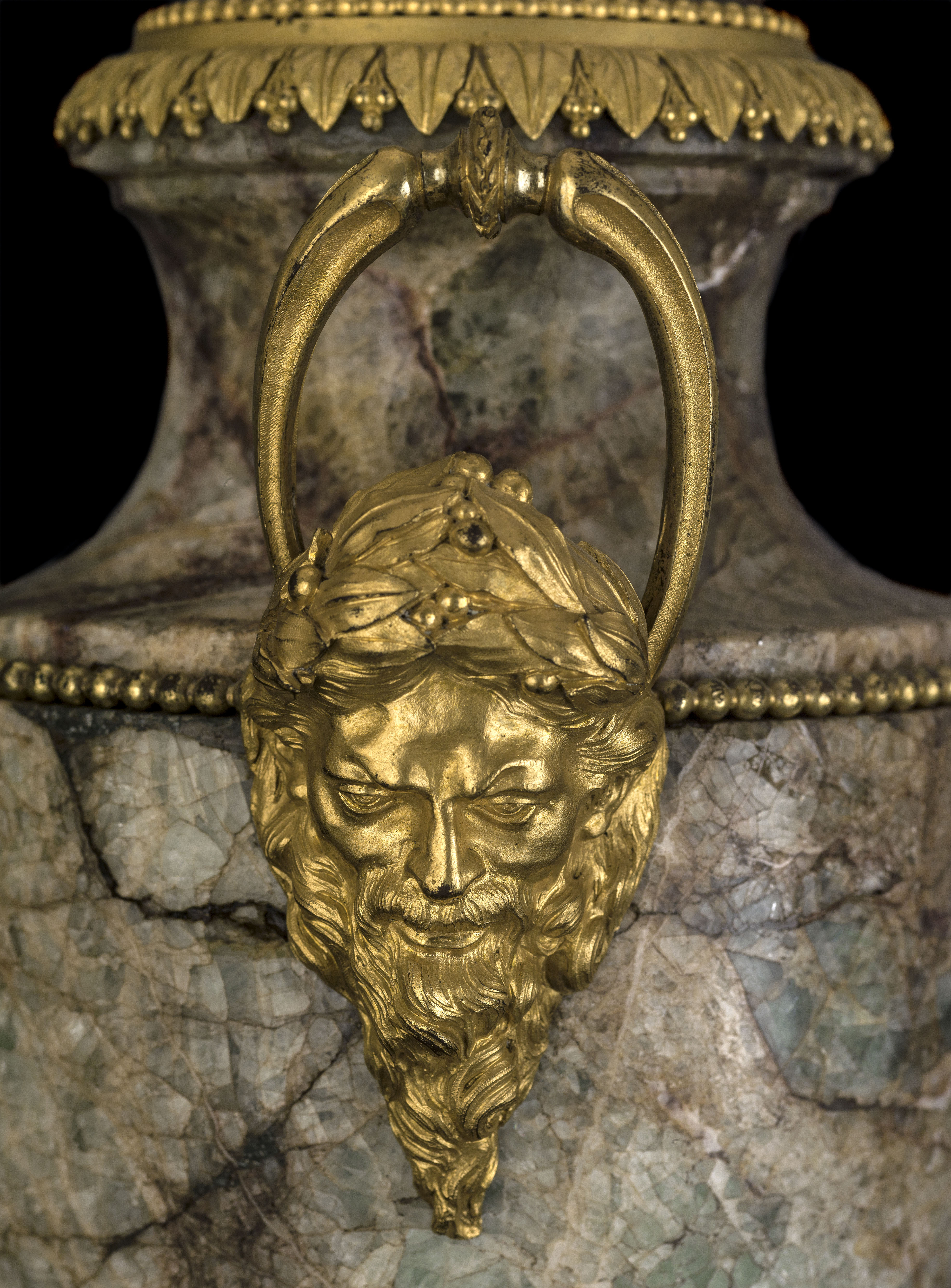
Ваза из флюорита. Деталь. Между 1775 и 1785. Музей Коньяк-Жэ, Париж